# Fumarole
En fumarole (Latin fumus, røg) er en åbning i jordens (eller et himmellegemes) skorpe, ofte i nærheden af vulkaner , som slipper damp og gas, så som kuldioxid, svovldioxid, saltsyre og brintsulfid ud.
Fumaroler kan findes langs med små sprækker og fissurer, i kaotiske clustere eller felter, og på overfladen af lavastrømme og tykke aflejringer fra pyroklastiske flows. Et fumarolfelt er et areal af varme kilder og gasventiler hvor magma eller varme klippeblokke ved grund dybde afgiver gasser eller samarbejder med grundvandet. Fra et grundvandsperspektiv kan fumaroler beskrives som varme kilder, hvor alt vandet når forgasses inden vandet når arealet.
Et godt på eksempel på fumaroleaktivitet på jorden er den berømte Valley of Ten Thousand Smokes i Katmai National Park, som blev dannet under udbruddet af Novarupta i Alaska i 1912. I begyndelsen var der tusindvis af fumaroler under afkøling af den vulkanske aske fra udbruddet, men over tid er de fleste døet ud. Det er anslået, at der findes omkring 4.000 fumaroler i Yellowstone National Park i det nordvestlige USA.